# Величково (Пазарджицька область)
Вели́чково (болг. Величково) — село в Пазарджицькій області Болгарії. Входить до складу общини Пазарджик.

## Населення
За даними перепису населення 2011 року у селі проживали 1020 осіб.
Національний склад населення села:
| Національність   | Кількість осіб | Відсоток |
| ---------------- | -------------- | -------- |
| болгари          | 907            | 90,2%    |
| цигани           | 96             | 9,6%     |
| турки            | 0              | 0%       |
| Всього відповіли | 1005           |          |

Розподіл населення за віком у 2011 році:
Динаміка населення: